# Virunga

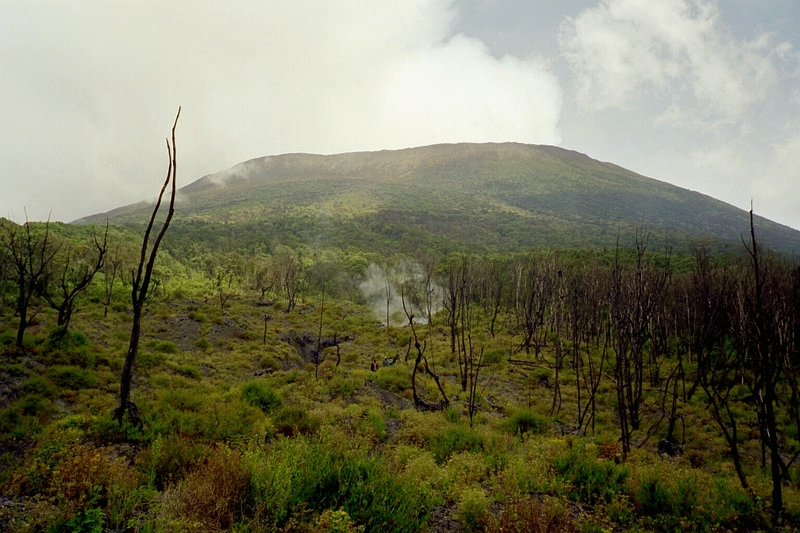
Nyiragongo

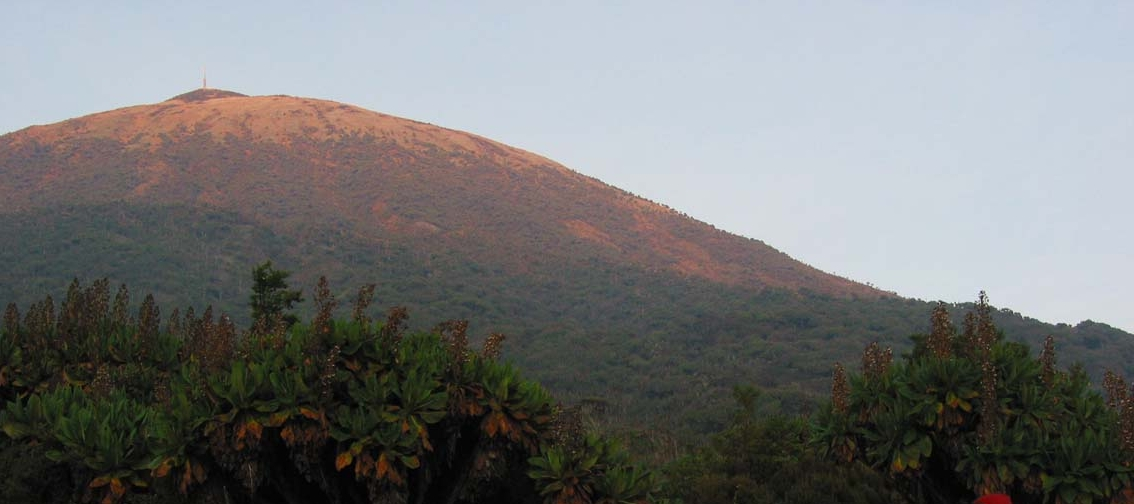
Karisimbi

Virunga je pohoří nacházející se na rozhraní tří východoafrických států – Ugandy, Rwandy a Konžské demokratické republiky. Základem pohoří je řetěz osmi vysokých vulkánů dlouhý téměř 60 km. Pohoří leží mezi jezery Lake Edward a Kivu.

## Vznik
Pohoří vzniklo jako přímý důsledek tektonických pohybů v západní větvi Velké příkopové propadliny.

## Historie
Pohoří Virunga sehrálo svou roli také při hledání pramene Nilu. Starověký zeměpisec Ptolemaios Klaudios se domníval, že Nil pramení v „Měsíčních horách“. V roce 1862 přišel britský cestovatel John Hanning Speke s teorií, že „Měsíční hory“ nazvané Ptolemaiem jsou vlastně pohoří Virunga. V současnosti však převládá teorie, že Ptolemaiovy „Měsíční hory“ jsou dnešní pohoří Ruwenzori.

## Vrcholy – vulkány
- Karisimbi, Rwanda/Konžská demokratická republika (4 507 m)
- Mikeno, Konžská demokratická republika (4 437 m)
- Muhabura, Rwanda/Uganda (4 127 m)
- Bisoke, Rwanda/Konžská demokratická republika (3 711 m)
- Sabyinyo, Rwanda/Uganda (3 674 m)
- Gahinga, Rwanda/Uganda (3 474 m)
- Nyiragongo, Konžská demokratická republika (3 470 m)
- Nyamuragira, Konžská demokratická republika (3 058 m)

## Geografie a vulkanická činnost
Šest sopek je považováno za spící a dvě další - Nyiragongo a Nyamuragira (v překladu Náčelník) projevují činnost velmi často. Poprvé viděli Evropané výbuch sopky Nyiragongo v roce 1894. Od té doby chrlila ještě několikrát. Za největší erupci je považován výbuch z let 1938–1940, kdy se láva vylily až do jezera Kivu, vzdáleného 24 km. Tento obrovský výron lávy způsobil deformaci a zhroucení vrcholu Niamlagiry a zůstala zde jen kaldera 2 km široká. Pukliny v úbočích hory, kterými se otevírá, jsou charakteristickým rysem této sopky. V těchto místech potom vznikají parazitické krátery. Ty chrlily lávu v letech 1958, 1967 a 1971. Podobně impozantní kráter také dominuje vrcholu sousední Nyiragongo. Sopky zcela zásadně změnily okolní krajinu a to jak svými obrovskými kužely, ale také lávovými příkrovy a proudy. Ve dně příkopové propadliny kdysi zřejmě tekly řeky, které však přehradila proudící láva ze sopek a tak dala vzniknout jezeru Kivu. Šest zbývajících sopek bezprostředním výbuchem nehrozí. Vulkán Sabinyo ve východní části Virungy je ozdoben hned několika vrcholy a nejvyšší z nich je trojmezím Konžské demokratické republiky, Rwandy a Ugandy.

## Příroda

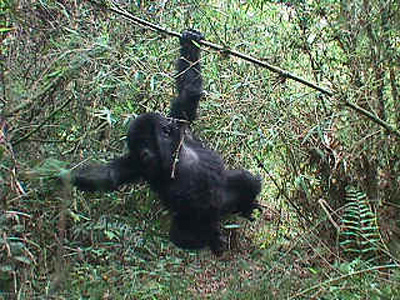
Gorila horská

Svahy neaktivních sopek pokrývá bujný deštný prales a na vrcholech leží sněhová pole. Svahy Bisoke obývá vzácná Gorila horská. Ta je poddruhem gorily nížinné. Většina nižších oblastí je zemědělsky využívána. K typickým rostlinám vyšších poloh se řadí bambus, vřesovce, lobélie a starčky. Ve výškách nad 4 000 m nepřežívá nic kromě mechů, trav a lišejníků. V pohoří žije na 180 druhů ptáků a více než 60 druhů savců. Mezi ně patří např. buvol, prase bradavičnaté,slon, daman, levhart, cibetka, hyena či šakal.